# Podgórze (powiat suwalski)
Podgórze – osada w Polsce położona w województwie podlaskim, w powiecie suwalskim, w gminie Bakałarzewo.
W latach 1975–1998 miejscowość administracyjnie należała do województwa suwalskiego.
Osada jest częścią składową sołectwa Stara Chmielówka.